# Buellia subcoronata
Buellia subcoronata är en lavart som först beskrevs av Johannes Müller Argoviensis, och fick sitt nu gällande namn av Malme 1927. Buellia subcoronata ingår i släktet Buellia och familjen Caliciaceae.   Inga underarter finns listade i Catalogue of Life.